# 皮塔尔克
皮塔尔克，是西班牙阿拉贡自治区特鲁埃尔省的一个市镇。总面积54平方公里，总人口69人（2021年），人口密度1.28人/平方公里。